# Frankie Hejduk
Frank Daniel "Frankie" Hejduk (født 5. august 1974 i La Mesa, Californien, USA) er en tidligere amerikansk fodboldspiller (wingback/midtbane). Han spillede 85 kampe for USA's landshold.
Hejduk spillede college-fodbold hos University of California, inden han i 1996 blev professionel i Major League Soccer hos Tampa Bay Mutiny. Her var han tilknyttet frem til sommeren 1998, hvor han skiftede til den tyske Bundesliga-klub Bayer Leverkusen. Hejduk havde svært ved at bide sig fast hos Bayer, og i løbet af sine fire år i klubben opnåede han kun 19 førsteholdskampe, og optrådte ellers på reserveholdet.
Efter at have afsluttet sin karriere i Europa med et lejeophold hos den schweiziske ligaklub FC St. Gallen skiftede Hejduk i 2003 tilbage til Major League Soccer, hvor han han de følgende otte sæsoner var tilknyttet Columbus Crew. Han blev klubbens anfører, og var med til at vinde det amerikanske mesterskab i 2008. Han sluttede karrieren af med en enkelt sæson hos Los Angeles Galaxy, som han også vandt mesterskabet med.

## Landshold
Hejduk spillede mellem 1996 og 2009 hele 85 kampe for USA's landshold, hvori han scorede syv mål. Han repræsenterede sit land ved en lang række turneringer, blandt andet VM i 1998 og VM i 2002. Han var også med til to gange at vinde det nordamerikanske mesterskab CONCACAF Gold Cup, samt en del af det amerikanske hold ved OL i 1996 i Atlanta.